# Episodi di Sagrada familia (prima stagione)
La prima stagione della serie televisiva Sagrada familia, composta da 8 episodi, è stata distribuita internazionalmente sul servizio di streaming Netflix il 14 ottobre 2022.
| nº | Titolo originale      | Titolo italiano      | Pubblicazione   |
| -- | --------------------- | -------------------- | --------------- |
| 1  | La grieta             | Un'incrinatura       | 14 ottobre 2022 |
| 2  | Soy Gloria Román      | Sono Gloria Román    | 14 ottobre 2022 |
| 3  | Cuatro cuerpos        | Quattro corpi        | 14 ottobre 2022 |
| 4  | Melilla               | Melilla              | 14 ottobre 2022 |
| 5  | Once de noviembre     | 11 novembre          | 14 ottobre 2022 |
| 6  | Au pair               | Alla pari            | 14 ottobre 2022 |
| 7  | Aquel coche en llamas | Quell'auto in fiamme | 14 ottobre 2022 |
| 8  | Hijo de la luna       | Figlio della luna    | 14 ottobre 2022 |

## Un'incrinatura
- Titolo originale: La grieta
- Diretto da: Manolo Caro
- Scritto da: Manolo Caro, Fernando Pérez López, María Miranda Anguita & Gabriel Nuncio

### Trama
Gloria Román è una donna che decide di trasferirsi a Fuente del Berro sotto la falsa identità di Julia Santos con suo figlio Hugo e sua figlia Mariana Santos, che vive anche lei sotto la falsa identità di Aitana Martínez.

## Sono Gloria Román
- Titolo originale: Soy Gloria Román
- Diretto da: Manolo Caro
- Scritto da: Manolo Caro, Fernando Pérez López, María Miranda Anguita & Gabriel Nuncio

## Quattro corpi
- Titolo originale: Cuatro cuerpos
- Diretto da: Manolo Caro
- Scritto da: Manolo Caro, Fernando Pérez López, María Miranda Anguita & Gabriel Nuncio

## Melilla
- Titolo originale: Melilla
- Diretto da: Manolo Caro
- Scritto da: Manolo Caro, Fernando Pérez López, María Miranda Anguita & Gabriel Nuncio

## 11 novembre
- Titolo originale: Once de noviembre
- Diretto da: Manolo Caro
- Scritto da: Manolo Caro, Fernando Pérez López, María Miranda Anguita & Gabriel Nuncio

## Alla pari
- Titolo originale: Au pair
- Diretto da: Manolo Caro
- Scritto da: Manolo Caro, Fernando Pérez López, María Miranda Anguita & Gabriel Nuncio

## Quell'auto in fiamme
- Titolo originale: Aquel coche en llamas
- Diretto da: Manolo Caro
- Scritto da: Manolo Caro, Fernando Pérez López, María Miranda Anguita & Gabriel Nuncio

## Figlio della luna
- Titolo originale: Hijo de la luna
- Diretto da: Manolo Caro
- Scritto da: Manolo Caro, Fernando Pérez López, María Miranda Anguita & Gabriel Nuncio